# Феноменологія елементарних частинок
Феноменологія елементарних частинок — розділ фізики елементарних частинок, що займається застосуванням теоретичних концепцій фізики елементарних частинок для аналізу конкретних експериментів.

## Типові завдання феноменології елементарних частинок
- Обчислення перерізів або кінематичних розподілів для реакцій взаємодії частинок у прискорювачі. Наприклад, народження бозона Хіггса з двох глюонів має повний переріз при енергії колайдера LHC — 20-40 пікобарн, залежно від маси бозона.
- Одержання функцій розподілу партонів у адронах або інших частинках.
- Моделювання зіткнення частинок методом Монте-Карло.
- Обчислення мас адронів та інших параметрів частинок, що сильно взаємодіють, методами КХД на ґратці.
- Побудова феноменологічних моделей для аналізу експериментів.

## Інструментарій феноменології елементарних частинок
Однією з найуспішніших феноменологічних теорій є модель векторної домінантності. Ця модель застосовується для феноменологічного (без опори на строгу послідовну теорію) опису взаємодії фотонів з легкими адронами.
Для обчислень у феноменологічних дослідженнях фізики широко використовують генератори Монте-Карло, спеціальні програми для моделювання реакцій частинок методом Монте-Карло. Приклади генераторів Монте-Карло:
- PYTHIA[ru]
- HERWIG
- CompHEP[ru]

| Фізика | Це незавершена стаття з фізики. Ви можете допомогти проєкту, виправивши або дописавши її. |